# Riedseltz
Riedseltz je občina v departmaju Bas-Rhin francoske regije Alzacija.
Leta 1990 je v občini živelo 1 029 oseb oz. 103 oseb/km².